# یل‌کووان (کاهتا)
یل‌کووان (به ترکی استانبولی: Yelkovan) (به کردی: Hemzeyn) یک منطقهٔ مسکونی در ترکیه است که در کاهتا واقع شده‌است.